# 22.º Prêmio Angelo Agostini
O 22.º Prêmio Angelo Agostini (também chamado Troféu Angelo Agostini) foi um evento organizado pela Associação dos Quadrinhistas e Caricaturistas do Estado de São Paulo (ACQ-ESP) com o propósito de premiar os melhores lançamentos brasileiros de quadrinhos de 2005 em diferentes categorias.

## História
O envio das cédulas com os votos, que até então podia ser feita apenas pelo correio, passou a também ocorrer por e-mail. Os votos foram recebidos até 15 de janeiro de 2006, mantendo o padrão dos anos anteriores: escolha de dois nomes por categoria (definidos como primeiro e segundo, com pesos diferentes na soma dos votos) e três nomes para a categoria "mestre do quadrinho nacional" (todos os o mesmo peso).
A entrega dos troféus ocorreu no Senac Lapa após um evento que envolveu as palestras "História em Quadrinhos Hipermídia: Nova Linguagem em Gestação" de Edgar Franco, e "O Diabo Coxo de Angelo Agostini" de Antônio Luiz Cagnin, além de uma palestra sobre o livro  100 Anos d´O Tico-Tico de Franco de Rosa, Waldomiro Vergueiro, Fábio Santoro e Roberto Elísio dos Santos. Também ocorreu a exibição do filme Legion de Isaac Luna.

## Prêmios
| Categoria                    | Vencedores                                   |
| ---------------------------- | -------------------------------------------- |
| Mestre do Quadrinho Nacional | Jorge Barwinkel                              |
| Mestre do Quadrinho Nacional | Lor                                          |
| Mestre do Quadrinho Nacional | Sônia Luyten                                 |
| Desenhista                   | Fábio Moon e Gabriel Bá                      |
| Roteirista                   | Marcatti                                     |
| Lançamento                   | Tattoo Zinho Marcio Baraldi (Opera Graphica) |
| Troféu Jayme Cortez          | Bigorna.net                                  |
| Fanzine                      | Quadrinhos Independentes Edgard Guimarães    |
| Cartunista                   | Bira Dantas                                  |